# Ненад Филиповић (професор)
Ненад Д. Филиповић (Крагујевац, 23. фебруар 1970) редовни је професор на Факултету инжењерских наука Универзитета у Крагујевцу и од 2018. је ректор Универзитета у Крагујевцу. Дипломирао (1994) је и докторирао (1999) на матичном Машинском факултету у Крагујевцу.

## Наставна и истраживачка активност
У звање доцента биран је 2000. године на Факултету техничких наука у Чачку, а потом је 2001. године биран у звање доцента и на матичном Машинском факултету у Крагујевцу. Биран је у звање ванредног професора (2005) и у звање редовног професора (2010) на Машинском факултету у Крагујевцу.
У октобру 2001. године боравио је на Универзитету у Бечу где је био ангажован на пројекту из области вештачког срца. У периоду од 2003. до 2012. године више пута је боравио на Харвард Универзитету у Бостону у САД-у (Harvard School of Public Health in Boston) где је радио на пројектима из области биоинжењерства. Учествовао је у извођењу наставе на докторским академским студијама на Медицинском факулету у Београду на смеру Биологија скелета и на докторским академским студијама Биомедицинско инжењерство и технологије на Универзитету у Београду. Од 2019. је именован за члана програмског савета за мултидисциплинарне академске докторске студије на Универзитету у Београду за студијски програм Биомедицинско инжењерство и технологије.
Ангажован је у настави на предметима из области моделирања и симулације, биомеханике, биоинжењеринга, динамике флуида, биоинформатике и рачунарске графике, али и софтверског инжењерства и алгоритама и структуре података. Највећи број научних радова објавио је у области механике флуида, биомеханике, биомедицинског инжењерства, биоинформатике, рачунарске хемије, молекулске динамике, моделирања и симулације биопроцеса, али и других.

## Руководеће позиције и учешће у одборима
Учествовао је у оснивању Центра за суперкомјутинг (2002) у коме је био ангажован као заменик директора. Такође, један је од оснивача Центра за биоинжењеринг на Машинском факултету у Крагујевцу. Од јуна 2006. године када је Центар основан, налази се на функцији директора Центра. Обављао је и функцију заменика директора Истраживачко развојног центра за биоинжењеринг (БиоИРЦ) регострованом код Министарства науке Републике Србије као научноистраживачка организација (НИО) 2008. године.
Од 2013. до 2015. године обављао је функцију Проректора за међународну сарадњу Универзитета у Крагујевцу. У децембру 2016. године именован је за члана Матичног научног одбора за електронику, телекомуникације и информационе технологије у Министарству просвете, науке и технолошког развоја Републике Србије. 2018. године у јуну постављен је за вршиоца дужности ректора Универзитета у Крагујевцу, а од децембра исте године је изабран за ректора. Руководио је, али и учествовао у великом броју националних и међународних научно-истраживачких пројеката.

## Уређивачка активност
Организациони је уредник часописа Journal of the Serbian Society for Computational Mechanics.

## Награде и признања
У 2003. години добио је награду за младе научнике на конференцији MIT Conference on Computational Fluid & Solid Mechanics у Бостону у САД-у.